# Parafia św. Aleksandra Newskiego w Stuttgarcie
Parafia św. Aleksandra Newskiego – prawosławna parafia w Stuttgarcie; jedna z sześciu placówek duszpasterskich tworzących dekanat niemiecki Arcybiskupstwa Zachodnioeuropejskich Parafii Tradycji Rosyjskiej Patriarchatu Moskiewskiego.
Świątynią parafii jest cerkiew św. Aleksandra Newskiego w Stuttgarcie. W liturgii obowiązuje kalendarz juliański; wykorzystywane są języki cerkiewnosłowiański oraz niemiecki.
Proboszczem jest ks. Johannes Kaßberger.